# Bela Balogh (futbolista)
Béla Balogh es un futbolista húngaro que juega de defensa central en el MTK Hungária. Ha estado cedido en el Real Murcia y en el Colchester United inglés, en ambos casos sin éxito. Ha sido internacional en 9 ocasiones con la Selección Húngara, con la que debutó en 2006.

## Clubes
| Club              | Temporada | Categoría                    | Partidos | Goles |
| ----------------- | --------- | ---------------------------- | -------- | ----- |
| BFC Siofok        | 2002-2003 | Liga de Hungría              | 20       | 1     |
| BFC Siofok        | 2003-2004 | Liga de Hungría              | 0        | 0     |
| MTK Hungária FC   | 2004-2005 | Liga de Hungría              | 30       | 4     |
| MTK Hungária FC   | 2005-2006 | Liga de Hungría              | 25       | 4     |
| MTK Hungária FC   | 2006-2007 | Liga de Hungría              | 24       | 1     |
| Colchester United | 2007-2008 | Football League Championship | 17       | 0     |
| MTK Hungária FC   | 2008-2009 | Liga de Hungría              | 1        | 0     |
| Real Murcia       | 2008-2009 | Segunda División             | 6        | 0     |
| MTK Hungária FC   | 2009-2010 | Liga de Hungría              | 24       | 1     |
| Kecskeméti TE     | 2010-2011 | Liga de Hungría              | 9        | 1     |

## Palmarés

### Campeonatos nacionales
| Título               | Club            | Año  |
| -------------------- | --------------- | ---- |
| Supercopa de Hungría | MTK Hungária FC | 2008 |